# 船の建造
『船の建造』（ふねのけんぞう、フィンランド語: Veneen luominen）は、ジャン・シベリウスが取り組むも未完に終わったオペラ。リヒャルト・ワーグナーの『ニーベルングの指輪』の様式による大オペラとすべく書き始められたが、シベリウスがワーグナーの作曲技法に魅力を感じなくなったことにより完成されずに終わった。

## 概要
シベリウスは19世紀終盤の作曲技法を確立した作曲家世代のひとりであった。多分に漏れず彼もワーグナーを崇拝しており、その影響から自らはオペラ作曲家でありオペラがキャリアの中核になっていくものだと考えていた。『タンホイザー』、『ローエングリン』、『ワルキューレ』といったワーグナーの楽劇の総譜を体系的に研究し、自らも参加した『パルジファル』の上演からは大きな影響を受けた。
そしてシベリウスは自作のオペラ『船の建造』に取り掛かった。題材はフィンランドの叙事詩『カレワラ』から採られていた。しかしその後まもなく、ワーグナーへの熱狂が急に冷めた彼はその作曲技法を機械的かつ大袈裟だと感じ、強く拒絶するようになる。
リブレットの扱いが思うようにいかなかったこともあり、『船の建造』を未完成のまま放棄したシベリウスは、その素材を『レンミンカイネン組曲』などに転用することになる。現在ではコンサート・ピースとして人気の「トゥオネラの白鳥」は、元来オペラの第3幕への序曲となるはずの楽曲だった。